# Marin Držićs stadsteater
Marin Držićs stadsteater (kroatiska: Gradsko kazalište Marina Držića) är en teater i Dubrovnik i Kroatien. Den är uppkallad efter den lokale 1500-talspoeten Marin Držić och är Dubrovniks främsta teaterscen. Stadsteatern är inhyst i en byggnad som uppfördes år 1865 och är belägen mellan Rektorspalatset och Stadsvaktens hus i den av Unesco världsarvslistade Gamla stan. 

## Historik
Under renässansen hölls de första kända teaterföreställningarna i Dubrovnik på stadens gator och torg. Vanligtvis tog de plats på den stora ytan framför Rektorspalatset. Åren 1682–1806 tjänade den gamla Orsanarsenalen som Dubrovniks första inomhusteater.
I början av 1800-talet intogs den dåvarande republiken Dubrovnik av Napoleons franska styrkor. Statsorganet Stora rådet hade ditintills haft den övergripande regeringsmakten i republiken. I samband med det franska intåget upplöstes republiken och Stora rådet förlorade sin funktion. Dubrovniks dåvarande teater flyttade då till den byggnad och sal där Stora rådet tidigare sammanträtt. Teatern kallades därefter Rektorsteatern och var under detta namn verksamt åren 1809–1817 innan den förstördes i en brand. 
Efter Wienkongressen år 1815 tillföll de av fransmännen upprättade Illyriska provinserna (som även inkluderade staden Dubrovnik) Österrike. Sedan den förra teatern brunnit ned skulle det dröja flera år innan Dubrovnik åter fick en lokal för teaterföreställningar. Under den österrikiska administrationen och perioden 1823–1864 organiserades teaterföreställningar i en för ändamålet inredd sal i den lokala adelsmannen Vladislav Gozzes (Vladislav Gučetićs) palats.
År 1865 uppfördes den byggnad som framdeles skulle komma att tjäna som stadens främsta teaterscen. Byggnationen finansierades av Luko Bonda (Bondić) varpå teatern fram till andra världskriget kallades Bondas teater.
Som professionell teater har Marin Držićs stadsteater varit verksam sedan år 1944 då den etablerades med namnet Dubrovniks folkteater. I samband med Marin Držićs 400-årsjubileum år 1967 antog teatern sitt nuvarande namn. 

## Teaterbyggnaden
Teaterbyggnaden uppfördes år 1865 på platsen för den forna republiken Dubrovniks rådhus i Gamla stan. Byggnaden ritades av arkitekten Emilio Vechietti och uppfördes i nyrenässansstil. Målningen i teaterns tak tillkom år 1901 är ett verk av Vlaho Bukovac. Scenridån med motiv från Dubrovniks stadsliv är ett verk från år 1986 av konstnären Franko Delale.